# Convección forzada

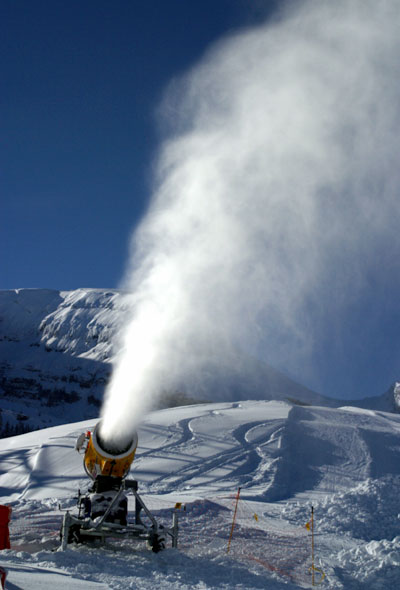
Convección forzada por un ventilador en una máquina de nieve.

La convección forzada es un mecanismo o tipo de transporte en el que el movimiento del fluido es generado por una fuente externa (como una bomba, ventilador, dispositivo de succión, etc.). Junto con la convección natural, la radiación térmica y la conducción térmica, es uno de los métodos de transferencia de calor y permite transportar cantidades significativas de energía térmica de manera muy eficiente. 

## Aplicaciones
Este mecanismo se encuentra muy comúnmente en la vida cotidiana, incluyendo calefacción central, aire acondicionado, turbinas de vapor y en muchas otras máquinas. Los ingenieros que diseñan o analizan los intercambiadores de calor, el flujo de la tubería y el flujo sobre una placa a una temperatura diferente a la corriente a menudo encuentran convección forzada (por ejemplo, el caso de un ala de lanzadera durante el reingreso).

## Convección mixta
En cualquier situación de convección forzada, siempre hay una cierta cantidad de convección natural siempre que haya fuerzas gravitacionales presentes (es decir, a menos que el sistema esté en caída libre). Cuando la convección natural no es despreciable, dichos flujos se denominan típicamente convección mixta. 

## Análisis matemático
Al analizar la convección potencialmente mixta, un parámetro llamado número de Arquímedes (Ar) parametriza la fuerza relativa de la convección libre y forzada. El número de Arquímedes es la relación entre el número de Grashof y el cuadrado del número de Reynolds, que representa la relación entre la fuerza de flotabilidad y la fuerza de inercia, y representa la contribución de la convección natural. Cuando Ar >> 1, la convección natural domina y cuando Ar << 1, la convección forzada domina. 
{\displaystyle Ar={\frac {Gr}{Re^{2}}}} 
Cuando la convección natural no es un factor significativo, el análisis matemático con teorías de convección forzada generalmente produce resultados precisos. El parámetro de importancia en la convección forzada es el número de Péclet, que es la relación de advección (movimiento por corrientes) y difusión (movimiento de altas a bajas concentraciones) de calor. 
{\displaystyle Pe={\frac {UL}{\alpha }}}
Cuando el número de Peclet es mucho mayor que la unidad (1), la advección domina la difusión. Del mismo modo, las relaciones mucho más pequeñas indican una mayor tasa de difusión en relación con la advección.